# 俄羅斯中央銀行
俄羅斯中央銀行，簡稱俄羅斯銀行（俄语：Банк России），是俄羅斯的中央銀行，亦稱俄羅斯央行（俄语：ЦБ России）或俄聯邦央行（俄语：ЦБ РФ），成立於1990年7月13日。它主管俄羅斯境內貨幣發行、外匯儲備、信貸政策制定、銀行業監管等業務，在俄羅斯金融市場調控方面起重要作用。根據俄羅斯聯邦憲法第75條之規定，俄羅斯聯邦中央銀行具有貨幣發行權和捍衛俄羅斯盧布穩定性的職責。俄羅斯央行的地位、任務、業務範疇、作用和權力由《俄羅斯聯邦中央銀行法》和俄羅斯其他聯邦法律確定。现任行长为埃尔维拉·纳比乌里娜。
所有面值的俄羅斯本幣盧布和輔幣戈比上均印有或鑄有俄文“俄羅斯銀行”（俄语：Банк России）字樣，盧布紙幣和硬幣上亦都有俄羅斯銀行的標誌——雙頭鷹。

## 政策利率
| 日期          | 政策利率 | 轉變   | 資料來源 |
| ------------- | -------- | ------ | -------- |
| 2023年7月21日 | 8.50%    | +1.00% | [ 4 ]    |
| 2023年8月15日 | 12.00%   | +3.50% | [ 5 ]    |
| 2023年9月15日 | 13.0%    | +1.00% | [ 6 ]    |

## 外部連結
- 俄羅斯央行官方網站（俄文）（页面存档备份，存于）
- 俄羅斯央行官方網站（英文）（页面存档备份，存于）